# 니콜라 그루에프스키
니콜라 그루에프스키(마케도니아어: Никола Груевски, 문화어: 니꼴라 그루엡스끼, 1970년 8월 31일 스코페 ~ )는 북마케도니아의 정치인이다. 소속 정당은 내부 마케도니아 혁명 기구-마케도니아 국민통합민주당(VMRO-DPMNE)이다.

## 가계
그의 할아버지인 니콜라 그루이오스(Nikola Grouios, 1911년 ~ 1940년)는 오스만 제국의 지배를 받고 있던 마케도니아 지방의 크루쇼라디 마을(Krushoradi) 출신이다. 이 마을은 불가리아 총대주교의 지배를 받았지만 1913년 제2차 발칸 전쟁 이후에 그리스에 편입되었다. 1926년에는 그리스 당국에 의해 마을 이름이 아흘라다(Achlada)로 바뀌게 된다.
그루이오스는 그리스-이탈리아 전쟁에서 전사했는데 제2차 세계 대전 기간 동안에 살해된 아흘라다 마을 주민들의 이름이 새겨진 비석에도 그의 이름이 남아 있다. 그리스 내전 이후에는 그리스령 마케도니아 지방에 거주하던 슬라브족 주민들과 함께 유고슬라비아 사회주의 연방공화국의 구성국 가운데 하나인 마케도니아 사회주의 공화국으로 이주했으며 그의 가족들 또한 자신들의 성씨를 "그루에프스키"(Gruevski)로 바꾸게 된다.

## 사생활
스코페에서 가구 설계사로 근무하던 아버지와 간호사로 근무하던 어머니 사이에서 태어났으며 부모가 이혼한 이후에는 어머니 밑에서 성장했다. 4세 시절에는 수천 명의 유고슬라비아 시민들과 함께 리비아에서 근무하던 어머니를 따라갔다. 유고슬라비아로 귀국한 이후에는 스코페에서 초등학교, 중학교 교육을 마쳤다.
1994년에는 비톨라에 위치한 성 클레멘트 대학교 경제학과를 졸업했지만 대학교 재학 시절에는 연극, 복싱을 전공하기도 했다. 대학교 졸업 이후에는 스코페 증권 거래소에서 금융 거래 업무를 맡았고 1996년에는 런던 증권 연구소에서 국제 시장 자본에 관한 자격을 취득했다.
2006년 12월 12일에는 스코페 성 키릴·성 메토디우스 대학교에서 경제학과 석사 학위를 취득했다. 2007년에는 보르키차 그루에프스카(Borkica Gruevska)와 결혼했으며 슬하에 2명의 딸(아나스타시야(Anastasija), 소피야(Sofija))을 두었다.

## 정치 경력
1999년 12월 27일부터 2002년 1월 11일까지 륩초 게오르기에프스키(Ljubčo Georgievski) 내각에서 재무부 장관을 역임하던 동안에는 부가가치세의 비율을 18%로 개정했다. 또한 탈세 방지를 위한 차원에서 북마케도니아에서 전개되는 모든 사업에 영수증 제출을 요구하는 등 재정 개혁 정책을 실행했다.
2003년에는 민족주의 정당인 내부 마케도니아 혁명 기구-마케도니아 국민통합민주당(VMRO-DPMNE)의 대표로 취임했다. 내부 마케도니아 혁명 기구-마케도니아 국민통합민주당은 2002년에 실시된 총선거에서 패배하면서부터 내분에 시달리고 있었다. 그루에프스키는 북마케도니아의 유럽 연합(EU) 가입을 지지하던 인사들의 지도자로 여겨졌다.
내부 마케도니아 혁명 기구-마케도니아 국민통합민주당은 2006년 7월에 실시된 총선거에서 승리를 차지했으며 2006년 8월 25일에는 그루에프스키 총리가 북마케도니아의 총리로 취임했다. 그루에프스키는 1970년대에 태어난 정치인으로는 최초로 유럽 국가의 정상을 역임한 정치인이기도 하다.
2012년 1월 6일에는 북마케도니아의 독립 20주년을 기념하기 위한 차원에서 스코페에 건립한 개선문인 포르타 마케도니아(Porta Macedonia)의 준공식에 참석했다. 그루에프스키는 이 날 준공식에서 자신이 "스코페 2014"(Skopje 2014)의 입안자라고 밝혔다.
2016년 1월 18일에는 북마케도니아에서 일어난 전화 도청 스캔들의 여파로 인해 총리 자리에서 물러났고 2017년 12월 23일에는 내부 마케도니아 혁명 기구-마케도니아 국민통합민주당 대표 자리에서 물러나게 된다. 2018년 5월에는 북마케도니아 법원으로부터 부패, 권력 남용 혐의로 징역 2년을 선고받았지만 2018년 11월에 헝가리로 망명하여 난민 신청을 하게 된다. 그루에프스키가 헝가리로 망명하게 된 배경에는 헝가리의 우익 정당인 피데스 소속의 정치인인 오르반 빅토르 총리가 관여한 것으로 추정된다.